# Патики Плосковские
Патики Плосковские — деревня в Велижском районе Смоленской области России. Входит в состав Печенковского сельского поселения. Население — 134 жителя (2007 год). 
Расположена в северо-западной части области в 14 км к юго-востоку от Велижа, в 5 км восточнее автодороги Р133 Смоленск — Невель, на берегу реки Ржавка (к реке невозможно пройти, там густой лес и болото). В 70 км южнее деревни расположена железнодорожная станция Голынки на линии Смоленск — Витебск.

## История
В годы Великой Отечественной войны деревня была оккупирована гитлеровскими войсками в июле 1941 года, освобождена в сентябре 1943 года.